# El planeta de los simios (película de 2001)
El planeta de los simios (en inglés: Planet of the Apes; pronunciado /ˈplænət ʌv ði eɪps/) es una película estadounidense estrenada el 2001, del género ciencia ficción, dirigida por Tim Burton y la sexta de la franquicia El planeta de los simios. Esta fue protagonizada por Mark Wahlberg, Tim Roth, Helena Bonham Carter, Michael Clarke Duncan, Paul Giamatti y Estella Warren. La cinta narra la historia del astronauta Leo Davidson quien tiene un aterrizaje forzoso en un planeta habitado por simios inteligentes. Los simios tratan a los humanos como esclavos, pero con la ayuda de una hembra simio llamada Ari, Leo inicia una rebelión.

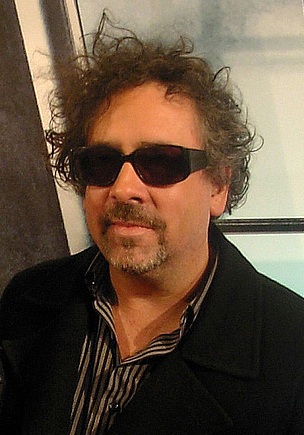
Tim Burton, director de la película

El desarrollo de una nueva versión cinematográfica de El planeta de los simios comenzó en 1988 con Adam Rifkin. En el momento de la preproducción el proyecto fue cancelado. El guion de Terry Hayes, titulado Retorno de los simios, iba a ser protagonizado por Arnold Schwarzenegger, bajo la dirección de Phillip Noyce. Oliver Stone, Don Murphy y Jane Hamsher fueron escogidos para producir la cinta. Entre tanto Hayes tuvo diferencias creativas con el distribuidor 20th Century Fox. Chris Columbus, Sam Hamm, James Cameron, Peter Jackson y los hermanos Hughes se involucraron luego. Con el guion de William Broyles Jr. y Tim Burton como director, empezó el rodaje de la cinta. Lawrence Konner y Mark Rosenthal reescribieron el guion y el rodaje tuvo lugar entre noviembre de 2000 y abril de 2001. El planeta de los simios recibió varias críticas, pero fue un éxito financiero. 

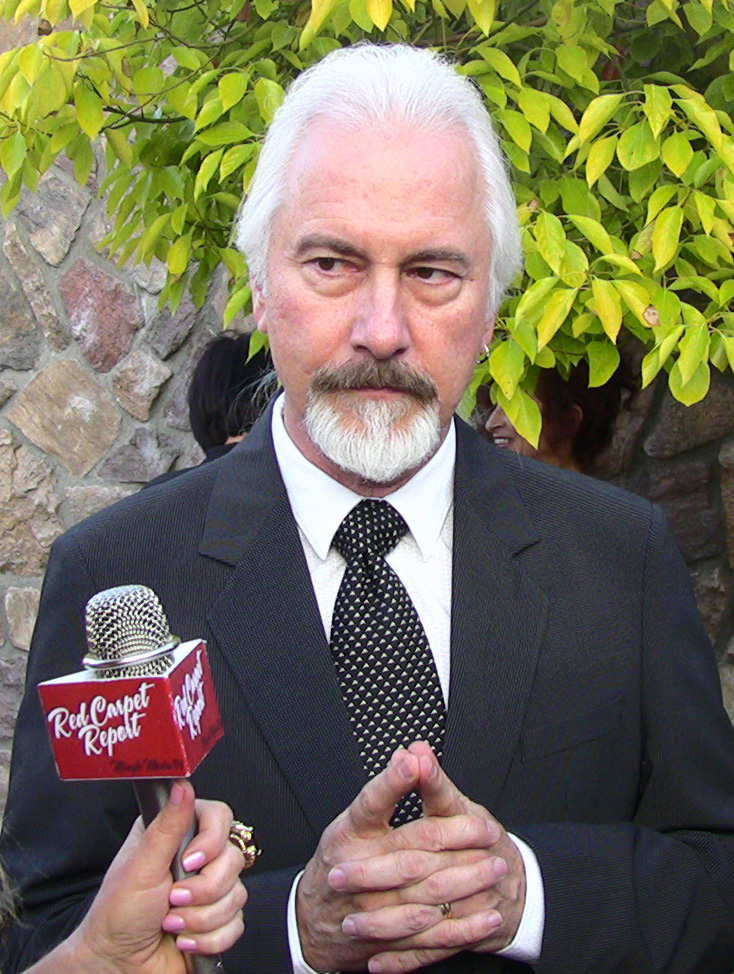
Rick Baker, maquillador de la película

## Argumento
En el año 2029, a bordo de la estación espacial Oberon, propiedad de la Fuerza Aérea de los Estados Unidos; Leo Davidson (Mark Wahlberg) trabaja entrenando primates para pilotar naves espaciales de reconocimiento. Su pupilo favorito es el chimpancé llamado Pericles. Cuando una tormenta electromagnética altera los sistemas del Oberon, se lanza al pequeño Pericles en una misión de reconocimiento. Al ingresar al ojo de la tormenta se pierde toda comunicación y la nave desaparece. Leo al ver a Pericles desaparecer va tras él desapareciendo también, para minutos más tarde hacer un aterrizaje forzoso en un lago de algún planeta desconocido. Tras salir del agua es capturado por simios.

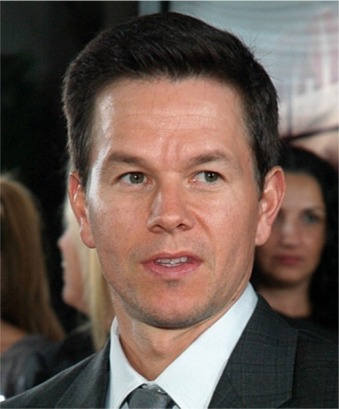
Mark Wahlberg

Leo se encuentra con una hembra chimpancé llamada Ari (Helena Bonham Carter), quien protesta por el horrible tratamiento que reciben los humanos. Ari decide comprar a Leo y a una esclava llamada Daena (Estella Warren) para que trabajen como sirvientes en la casa de su padre, el Senador Sandar (David Warner). Leo escapa de su jaula y libera a otros seres humanos. Ari los descubre y después de pensarlo se une a su causa. Leo se ve obligado a liderar la rebelión humana contra los simios y desarrolla un triángulo amoroso con Ari y Daena. El General Thade (Tim Roth) y el Coronel Attar (Michael Clarke Duncan) marchan con su ejército de simios guerreros en busca de los seres humanos. Leo descubre CALIMA ("El templo de Semos"), un sitio sagrado pero prohibido para los simios. 

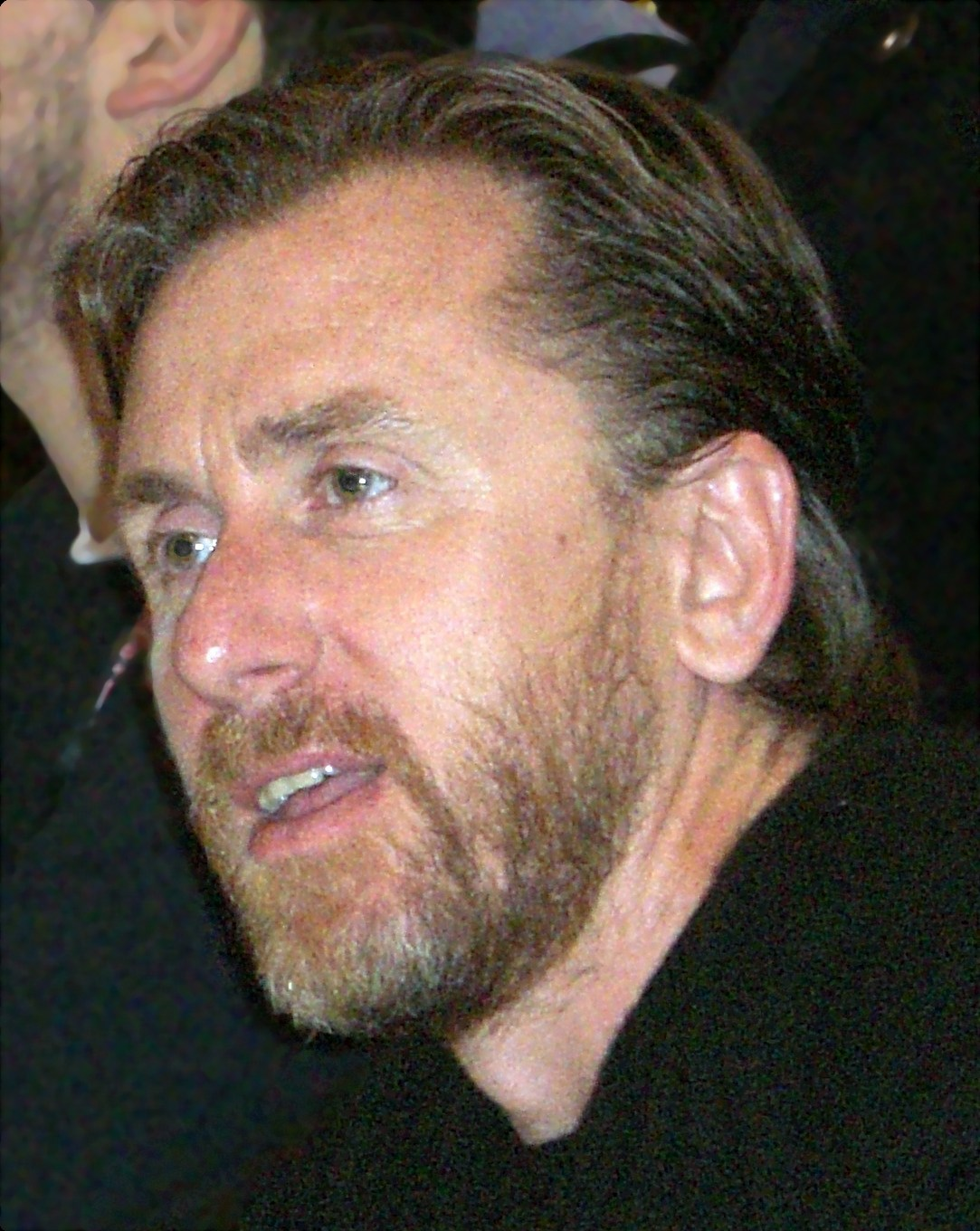
Tim Roth

CALIMA resulta ser los restos de la estación espacial Oberon, la cual se había estrellado contra el planeta y luce como una ruina. El nombre de CALIMA resulta ser parte del letrero "CAution LIve aniMAls!" (¡Peligro, animales vivos!), el cual esta parcialmente cubierto por la arena. De acuerdo con la bitácora, la estación ha estado allí durante cientos de años. Leo deduce que cuando entra en el vórtice viaja en el tiempo, mientras que el Oberon que ingresa para buscarlo se estrella en el planeta mucho antes que él. 

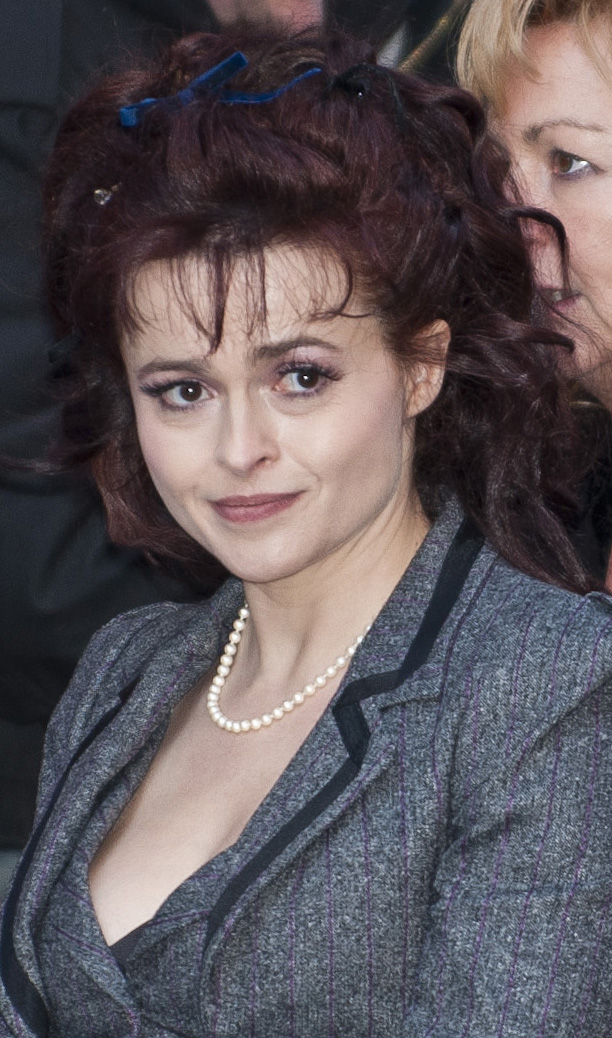
Helena Bonham Carter

La bitácora del Oberon revela que los simios a bordo, liderados por Semos, se amotinan y toman el control de la nave después de que esta se estrellara. Los supervivientes; humanos y simios, se enfrascan en un conflicto armado y los seres con los que se encuentra Leo son sus descendientes. Entonces se encuentran simios y humanos en una última batalla; hasta que desde el cielo desciende una nave que Leo pronto identifica. Esta nave esta pilotada por Pericles; el chimpancé astronauta. La tormenta electromagnética le desvió y fue el último en llegar al planeta. Cuando Pericles desciende, los simios interpretan su llegada como el regreso de Semos, su dios simio. Los simios le reverencian y cesa la batalla.

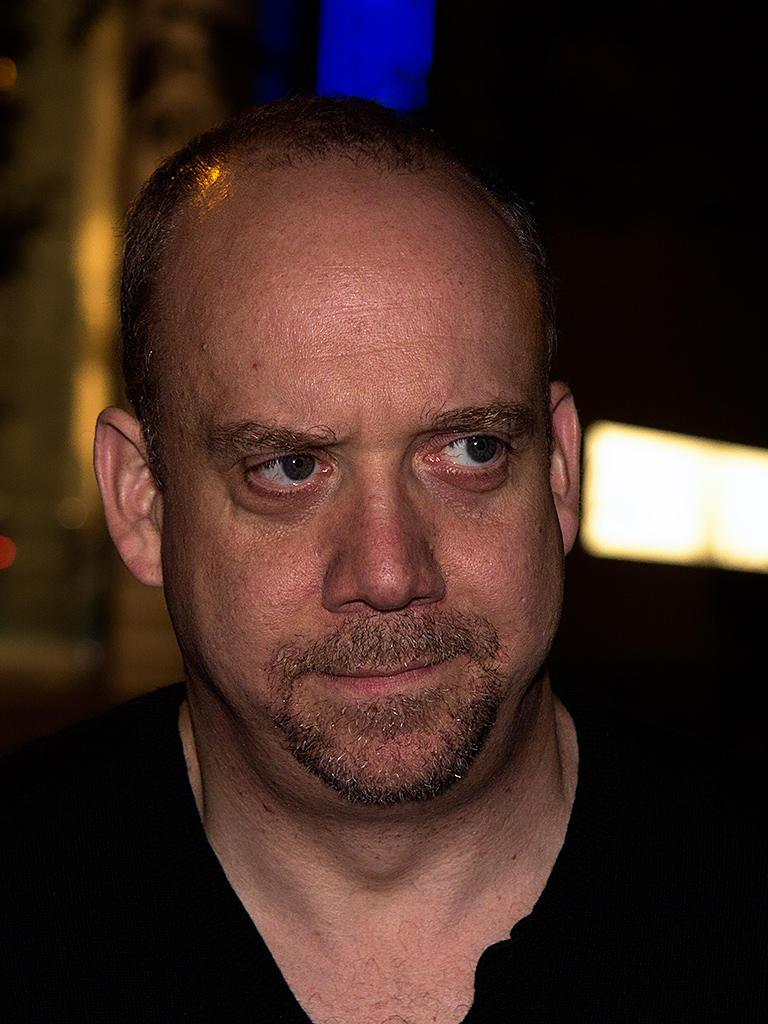
Paul Giamatti

El general Thade sigue a Leo al interior del Oberon y lo ataca; Pericles se lanza a defenderlo quedando fracturado de una pierna por el ataque de Thade quien toma el arma de Leo estando en el área de controles y queda atrapado en la cubierta cuando Leo activa esa "puerta" del piloto y se le ve por última vez acurrucado bajo el panel de control, todavía con vida. Leo decide que es tiempo de marcharse y se despide de Ari y Daena con un beso. Leo viaja a bordo de la nave en la que llegó Pericles y viaja a través de la misma tormenta electromagnética por la que llegó. Leo se estrella en Washington D. C. pero al observar el que debiera ser el monumento a Abraham Lincoln, en su lugar descubre un monumento en honor a Thade. En ese momento un enjambre de periodistas, bomberos y policías simios ven anonadados a Leo, quien se pregunta que ha ocurrido en la Tierra.

## Reparto

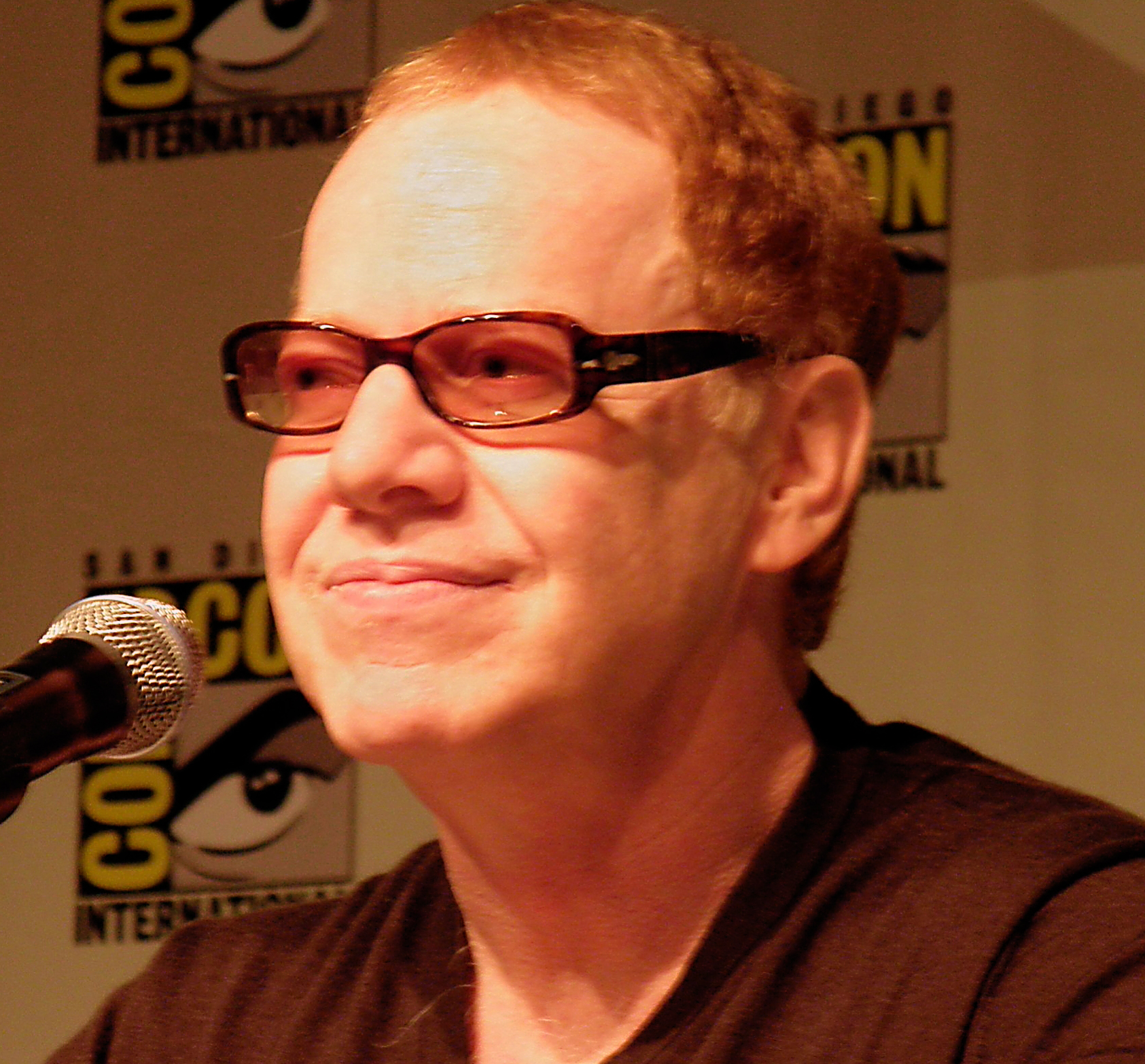
Danny Elfman

- Mark Wahlberg como el capitán Leo Davidson: un astronauta de la Fuerza Aérea de los Estados Unidos, quien accidentalmente abre un portal que lo conduce a un planeta habitado por simios parlantes. Leo lidera una rebelión de los seres humanos contra los simios. Wahlberg declinó una propuesta para actuar en Ocean's Eleven para filmar El planeta de los simios. Wahlberg firmó el contrato tras una reunión de cinco minutos con Tim Burton.[2] Debido a que el público lo asociaba como modelo de ropa interior, Wahlberg no quiso usar taparrabos, como lo usaba Charlton Heston en la cinta original.[3]
- Tim Roth como el general Thade: sádico comandante militar chimpancé que desea tomar el control de la civilización de los simios. A su vez también desea desposarse con Ari, pero ella lo rechaza. Odia profundamente a los humanos debido a las enseñanzas de su padre, descendiente directo de Semos. Roth rechazó el papel de Severus Snape en Harry Potter y la piedra filosofal por su compromiso con El planeta de los simios. Roth reescribió algunas escenas para dar a su personaje una presencia más aterradora.[4]
- Helena Bonham Carter como Ari: chimpancé hembra que protesta por el trato que se le da a los seres humanos. Ayuda a Leo a dirigir la rebelión y siente una atracción romántica hacia él.
- Michael Clarke Duncan como el coronel Attar: oficial militar gorila muy cercano al general Thade y segundo al mando. Djimon Hounsou rechazó el papel debido a conflictos de programación con Las cuatro plumas.[5]
- Paul Giamatti como Limbo: orangután cómico que trabaja traficando con esclavos humanos. Limbo quedó atrapado en el conflicto entre simios y seres humanos y solo le preocupa su supervivencia. Giamatti se inspiró en W. C. Fields para su papel. Mientras era maquillado para su papel, Giamatti veía películas japonesas de Godzilla y Ultraman.
- Estella Warren como Daena: esclava humana que, al igual que Ari, siente una atracción romántica hacia Leo.
- Cary-Hiroyuki Tagawa como Krull: gorila exmilitar cuya carrera fue destruida por Thade. Siervo del senador Sandar, ayuda a los seres humanos en su rebelión.
- Kris Kristofferson como Karubi: padre de Daena. Es asesinado por Thade al tratar de escapar. Kristofferson aceptó el papel de inmediato. «El director Tim Burton es un héroe para mí. Tengo ocho hijos y hemos visto todas sus películas desde La gran aventura de Pee-Wee hasta Sleepy Hollow muchas veces».[3]

Entre los pequeños roles se incluyen David Warner como el Senador Sandar, Lisa Marie como Nova, Erick Avari como Tival, Luke Eberl como Birn, Evan Parke como Gunnar, Glenn Shadix como el Senador Nado, Freda Foh Shen como Bon y Chris Ellis como el teniente general Karl Vasich. Charlton Heston, quien interpretó el rol principal en la cinta original, hizo un cameo como el padre de Thade llamado Zaius. Roth admitió que «no se sentía cómodo» figurando junto a Heston, entonces presidente de la Asociación Nacional del Rifle. «Yo vengo del extremo completamente opuesto del espectro político. Burton tuvo que convencerme de hacerlo. Finalmente, decidí que estaba bien, porque es ficción.» Heston no tuvo ningún problema con su breve escena a pesar de que está destacaba la naturaleza violenta de las armas de fuego, dijo el productor Richard Zanuck. «Estaba un poco aprensivo cuando escribí la escena y se la envié. No supe de él por un tiempo. Finalmente le llamé y le pregunté qué pensaba de sus líneas.» Me dijo: «Ah, sí, creó que son maravillosas.» yo pensé, «Oh, gracias a Dios, sale con el arma.»

## Desarrollo de la cinta
El proyecto de resucitar la saga de El Planeta de los Simios pasó por varias etapas. Tuvo que pasar más de una década para que pudiera hacerse realidad.

### Adam Rifkin
En 1988, Adam Rifkin fue llevado a los estudios de la 20th Century Fox para proponerle que dirigiera una película, debido a que el presidente de la compañía Craig Baumgarten quedó favorablemente impresionado con su cinta 'Never on Tuesday'. Como Rifkin era fan de la película El Planeta de los Simios consideró continuar con la serie de películas. Teniendo la experiencia del cine independiente, prometió escribir y dirigir una gran cinta con un bajo presupuesto, como Aliens. Fox encargó entonces un guion de lo que sería el equivalente a una secuela, «pero no una secuela de la quinta película, una secuela alternativa de la primera cinta». Para el desarrollo de esta, él se influenció bastante de la cinta Espartaco; en un argumento donde el imperio simio había llegado a su era romana. En esta historia un descendiente de Charlton Heston finalmente lideraría una revuelta de esclavos humanos contra los opresivos imperialistas simios, partiendo de un concepto que Pierre Boulle propuso en una de las primeras versiones del guion de lo que más tarde sería Regreso al planeta de los simios. «Una espectacular cinta de espada y sandalia en estilo simio. Sería como ver Gladiador, pero con simios.»
El proyecto tuvo luz verde y casi llega a preproducción. Rick Baker fue llamado para hacer el maquillaje y Danny Elfman para componer la música cinematográfica. Tom Cruise y Charlie Sheen hicieron casting para el papel principal. Todo marchaba sobre ruedas; en palabras de Rifkin «No puedo describir con palabras la euforia que sentía, sabiendo que yo, Adam Rifkin iba a resucitar el planeta de los simios. Todo parecía demasiado bueno para ser verdad. Pronto me di cuenta que lo era.» Días antes de que la película entrara en preproducción, nuevos ejecutivos ascendieron, los cuales provocaron diferencias creativas entre Rifkin y el estudio. Entonces se le encomendó reescribir el guion a partir de varios borradores. El proyecto fue abandonado hasta que Peter Jackson y Fran Walsh lanzaron su propia idea de la cinta, en la que los simios vivían su propio renacimiento. En esta historia, el gobierno simio es el mecenas de nuevas obras de arte mientras los seres humanos se revelan y un grupo de simios liberales crean un refugio donde conviven gorilas y humanos. Roddy McDowall se entusiasmó con esta propuesta y accedió participar representando a un personaje similar a Leonardo da Vinci. Sin embargo, ignorando la participación de McDowall, el ejecutivo que habló con Jackson le confesó que no era muy fanático de la franquicia, y Jackson volvió su atención hacia su cinta Criaturas celestiales.

### Oliver Stone
Para 1993, Don Murphy y Jane Hamsher eran productores en Fox. Entonces Sam Raimi y Oliver Stone fueron considerados para dirigir la cinta. Sin embargo, Stone firmó contrato como guionista y productor ejecutivo con un salario de un millón de dólares. Sobre el guion, Stone dijo en diciembre de 1993: "tiene lugar el descubrimiento de unos simios del periodo védico criogénicamente congelados, que guardan un código numérico, oculto en la Biblia que predice el fin de las civilizaciones. Se trata de enfrentar el pasado con el futuro. Mi concepto es que hay un código oculto en la Biblia que predice todos los acontecimientos históricos. Los simios estuvieron allí desde el principio."
Stone encargo a Terry Hayes la escritura del guion, que tituló 'Retorno de los simios'. Ambientada en un futuro cercano, los seres humanos se extinguen por una plaga. El genetista Will Robinson descubre que la plaga es una bomba de tiempo genética incrustada en la Edad de Piedra. Él viaja en el tiempo con Billie Rae Diamont, una colega embarazada; a un momento en que humanos paleolíticos libran una guerra por el futuro del planeta con simios altamente evolucionados. El comandante supremo de los simios es un gorila llamado Drak. Robinson y Billie Rae descubren a una joven muchacha llamada Aiv (pronunciado Eva), quien es el siguiente paso en la evolución. Se revela entonces que los simios son los creadores del virus que pretende destruir la raza humana. La pareja protege a la niña contra el virus, garantizando así la supervivencia de la raza humana. Posteriormente Billie Rae engendra a un niño llamado Adan.
El presidente de la Fox, Peter Cherin dijo del 'Retorno de los simios': «Uno de los mejores guiones que he leído». Cherin esperaba que este guion derivara en una franquicia con secuelas, series de televisión y toda clase de mercancía. En marzo de 1994, Arnold Schwarzenegger firmó contrato para protagonizar a Will Robinson, con la condición de contar con la aprobación del director. Chuck Russell fue considerado como director antes de que Phillip Noyce fuera contratado en enero de 1995, a la vez de que se asignó un presupuesto de cien (100) millones de dólares para preproducción. Stone tuvo un primer acercamiento con Rick Baker para el diseño del maquillaje protésico, pero finalmente se contrató a Stan Winston. 
La Fox expresó su frustración por la diferencia entre su enfoque y la interpretación de Hayes a las ideas de Stone, como expresó el entonces productor Don Murphy «Terry escribió The Terminator y la Fox quería Los Picapiedra». Dylan Seller, ejecutivo de la Fox, sintió que el guion podría ser mejorado con algo de comedia. «¿Qué pasaría si Robinson se encuentra en el planeta de los simios y estos están tratando de jugar al béisbol? Y si notara que se están ignorando uno de los elementos, como el lanzador o algo así». Seller continuó. «Robinson sabe lo que se pierden y se lo muestra, y todos empezarían a jugar». Seller se negó a renunciar a su escena de béisbol, y cuando Hayes continuó con el guion sin béisbol, Seller lo despidió. Insatisfecho con la decisión de Seller de despedir a Hayes, Noyce abandonó el 'Retorno de los simios' en febrero de 1995, para trabajar en la cinta El Santo.

### Chris Colombus y James Cameron
Oliver Stone continuó con sus proyectos, mientras que un borracho Dylan Sellers pago condena en prisión por estrellar su auto; matando a su querido compañero Peter Chernin, quien fue sustituido por Thomas Rothman. Mientras tanto los productores Don Murphy y Jane Hamsher fueron despedidos. «Después de deshacerse de nosotros, llevaron a Chris Colombus», indicó Murphy. «Luego me entere de que hacían pruebas de simios esquiando, que no tenían sentido». Colombus trajo a Sam Hamm, su coescritor del guion no producido de Los Cuatro Fantásticos, mientras que Stan Wiston continuaba trabajando en el diseño de maquillaje. «Tratamos de crear una historia que fuera a su vez un homenaje a los elementos que nos gustaban de las anteriores películas y también incorporar material de la novela de Boulle que no había sido incluido anteriormente» y continúa Hamm: «La primera mitad del guion tenía poco parecido con el libro, pero muchas de las cosas de la segunda mitad están directamente inspiradas en la novela».
En el guion de Ham, un astronauta simio de otro planeta aterriza forzosamente en el Puerto de Nueva York, trayendo con él un virus que provoca la extinción humana. La doctora Susan Landis, quien trabaja para los Centros para el Control y Prevención de Enfermedades y Alexander Troy, un científico del Área 51, usan la nave del simio para viajar al planeta de este, con la esperanza de conseguir un antídoto para combatir el virus. Al aterrizar, se encuentran con un ambiente urbano donde los simios, armados con artillería pesada, se dedican a cazar humanos. Los principales villanos de este guion eran Lord Zaius y el Coronel Ursus, quienes a diferencia del Dr. Zaius de la novela, son bastante crueles con los humanos. Landis y Troy descubren el antídoto y regresan a la Tierra, solo para descubrir que en los 74 años de ausencia, los simios se han apoderado del planeta. La Estatua de la Libertad, que una vez se erigiera orgullosa, fue burdamente cincelada creando la grotesca imagen de un simio sonriendo.
Arnold Schwarzenegger siguió ligado al proyecto aun cuando la Fox seguía manteniendo dudas sobre el guion de Hamm. Cuando Colombus se retiró a finales de 1995 para trabajar en Jingle All the Way, Fox le ofreció la dirección de la cinta a Roland Emmerich. Durante la filmación de Titanic, la Fox entró en conversaciones con James Cameron para que participara como guionista y productor. La visión de Cameron de la cinta incluía tanto elementos de la cinta original como de su secuela Regreso al planeta de los simios. Tras el éxito financiero y la buena crítica de Titanic, Cameron abandonó el proyecto. Después de aprender sobre su previa participación, Chernin y Rothman se reunieron con Peter Jackson para conocer su idea renacentista.  Jackson rechazó dirigir la película con Schwarzenegger como protagonista; Cameron, que hacia de productor en ese momento, reconoció que probablemente tendría problemas con la dirección. Schwarzenegger se fue entonces a protagonizar Eraser. Michael Bay rechazó el puesto de director y nuevamente Jackson rechazó dirigir el proyecto, mientras se enfrentaba a la posible cancelación de El Señor de los Anillos en 1998, por su falta de entusiasmo después de la muerte de Roddy McDowall. A mediados de 1999, los hermanos Hughes se interesaron en dirigir esta cinta, pero ya estaban comprometidos a filmar From Hell.

### Preproducción
William Broyles Jr. rechazo la propuesta de escribir el guion en 1999, pero cambio de parecer «cuando descubrí que podía tener una gran cantidad de control creativo». Broyles envió al estudio un esquema y una crónica del planeta ficticio “Aschlar”, titulado “El Visitante” y presentado como el “Episodio Uno de las Crónicas de Ashlar”; entonces Fox proyectó la fecha de lanzamiento para julio de 2001. El guion de Broyles llamó la atención de Tim Burton, quién fue contratado en febrero del 2000. «Yo no estaba interesado en hacer un remake o una secuela de la película original de El planeta de los simios» diría Burton después; «Pero me intrigaba la idea de volver a ese mundo. Al igual que muchas personas, me vi afectado por la cinta. Yo quería re imaginarla.» En marzo Richard Zanuck firmó contrato como productor para la cinta. «Esta es una película muy emocional para mi. Yo le di luz verde a la cinta original cuando era jefe en la Fox en 1967».
Broyles escribió otro borrador bajo la dirección de Burton, pero este guion estaba proyectado para un presupuesto de 200 millones de dólares. Fox buscó recortar este presupuesto a solo 100 millones de dólares. Fox trajo a Lawrence Konner y Mark Rosenthal para reescribir el guion en agosto de 2000, dos meses antes de la filmación de la cinta. Broyles «sentía mucho respeto por el trabajo que ellos [Konner y Rosenthal] hicieron.» Y pensando en lo que ya se había hecho y lo que Burton quería, se estaba navegando hacia el camino correcto. Uno de los finales considerados era el aterrizaje forzoso de Leo Davidson en el Yankee Stadium, mientras que los simios que jugaban al béisbol eran testigos de su aterrizaje. Distintas alternativas fueron consideradas antes de que los realizadores se decidieran por un final. La producción de El planeta de los simios fue una experiencia difícil para Burton. Gran parte de la dificultad radicó en la imposición por parte de la Fox para que el lanzamiento de la cinta fuera en julio de 2001, lo que implicó que absolutamente todo, desde preproducción hasta edición incluyendo el trabajo de efectos visuales se realizaran contrarreloj.
Konner y Rosenthal reescribieron el guion sobre la marcha. Ari, el personaje de Helena Bonham Carter, fue originalmente una princesa y pasó a ser «la hija liberal de un senador». Uno de los bosquejos del General Thade, el personaje de Tim Roth, lo presentaban como un gorila albino; pero Burton pensó que como chimpancé sería mucho más aterrador. Limbo, el personaje de Paul Giamatti «debía ser un buen tipo. Se suponía que este crecimiento personal no sería solo al final». Reflejó Giamatti. «Sin embargo Burton y yo pensamos que era un tipo tonto, así que decidimos dejarlo como un idiota al final.»

### Filmación
Burton inició la filmación de la cinta en octubre del 2000, pero debió aplazarla al 6 de noviembre de 2000 y fue concluida en abril de 2001. El rodaje se inició en el Lago Powell, donde fueron filmadas varias escenas de la cinta original. Debido a una sequía local, el equipo de producción contó con bombas de agua adicionales. Las principales localizaciones de rodaje fueron los Sony Pictures Studios en Culver City, California; los pináculos Trona en Ridgecrest, California y las llanuras de lava en Hawái. Para conservar en secreto la historia de la cinta, el guion no incluía el final. Stan Wiston, que era el diseñador de maquillaje original, renunció debido a diferencias creativas. La Fox consideró el uso de imágenes generadas por computador, pero Burton insistió en el uso del maquillaje protésico diseñado por Rick Baker. Baker había estado involucrado previamente en el desarrollo de la cinta cuando esta iba a ser dirigida por Adan Rifkin. En cuanto a la elección del maquillador, Burton comentó: «Tengo una relación con ambos [Wiston y Baker], por lo que la decisión fue difícil.» «Stan trabajó en Eduardo Manostijeras y Baker hizo el maquillaje para Martín Landau [como Bela Lugosi en la cinta Ed Wood].»
Acerca de su contratación, Baker explicó: «Hice el King Kong de Dino De Laurentiis en 1976 y estaba decepcionado de no haber sido capaz de lograr el realismo que yo quería. Pensé que esta cinta sería una buena manera de compensarme por ello.» Adicionalmente, Baker había trabajado en el diseño del maquillaje de los simios de Greystoke, la leyenda de Tarzán, el rey de los monos, Gorilas en la niebla y Mi gran amigo Joe.  Aplicar el maquillaje tomaba cuatro horas y media y retirarlo tomaba una hora y media. Burton dijo: «Es como ir al dentista a las dos de la mañana y hablar con la gente por horas. Luego te pones un traje de simio hasta las nueve de la noche». Burton insistió en que los simios deberían ser sustancialmente «más animales, volando a través de los árboles, trepando paredes, abriendo ventanas; y cuando están enojados». Antes de iniciar el rodaje y durante mes y medio, los actores que interpretaban simios asistieron a la "Escuela simio" donde entrenaban para representar sus personajes. Industrial Light & Magic, 'Rhythm and Hues Studios' y 'Animal Logic' fueron las empresas encargadas de las secuencias de efectos visuales, Rick Heinrichs trabajó como diseñador de producción y Colleen Atwood hizo el diseño de vestuario.  Para componer la música cinematográfica, Burton trabajó con su habitual colaborador Danny Elfman. Elfman también había sido tenido en cuenta por Rifkin para realizar este trabajo. Elfman señaló que su trabajo en esta cinta contenía más instrumentos de percusión de lo habitual.

## Recepción
Para promocionar la cinta, Fox encargó una campaña de marketing en Internet que incluía geocaching; adicionalmente Hasbro lanzó una línea de juguetes con los personajes de la cinta y Dark Horse Comics publicó una adaptación en cómic. Fox Interactive adaptó la cinta como videojuego, que a pesar de los significativos retrasos salió al mercado para Windows, PlayStation y Game Boy Advance. Se tenía previsto estrenar la película el 4 de julio de 2001, pero se estrenó el 27 de julio en 3500 cines de Norteamérica, ganando $68 532 960 dólares en su primer fin de semana. Esta fue la segunda cinta con la mejor recaudación en su primer fin de semana del 2001, siendo superada por Harry Potter y la piedra filosofal. La cinta logró recaudar $180 011 740 dólares en Norteamérica y $182 000 000 dólares en el resto del mundo, para una recaudación mundial total de $362 211 740 dólares. El planeta de los simios se ubica como la décima película más taquillera en Norteamérica y en el puesto 104 a nivel mundial.  En 2011, el ranking de la página web Box Office Mojo la ubicó como la tercera adaptación de ciencia ficción más taquillera detrás de La guerra de los mundos y Soy leyenda.

### Fechas de estreno mundial
| País                                                                          | Fecha de estreno                   |
| ----------------------------------------------------------------------------- | ---------------------------------- |
| Argentina                                                                     | Jueves 2 de agosto de 2001         |
| Alemania                                                                      | Jueves 30 de agosto de 2001        |
| Australia                                                                     | Jueves 9 de agosto de 2001         |
| Austria                                                                       | Viernes 31 de agosto de 2001       |
| Bélgica                                                                       | Miércoles 29 de agosto de 2001     |
| Belice · Costa Rica · El Salvador · Guatemala · Honduras · Nicaragua · Panamá | Viernes 3 de agosto de 2001        |
| Bolivia                                                                       | Jueves 16 de agosto de 2001        |
| Brasil                                                                        | Viernes 3 de agosto de 2001        |
| Bulgaria                                                                      | Viernes 19 de octubre de 2001      |
| Chile                                                                         | Jueves 9 de agosto de 2001         |
| Colombia                                                                      | Viernes 3 de agosto de 2001        |
| Corea del Sur                                                                 | Viernes 3 de agosto de 2001        |
| Croacia                                                                       | Jueves 18 de octubre de 2001       |
| Dinamarca                                                                     | Viernes 24 de agosto de 2001       |
| Ecuador                                                                       | Jueves 9 de agosto de 2001         |
| Egipto                                                                        | Miércoles 12 de septiembre de 2001 |
| EAU                                                                           | Miércoles 19 de septiembre de 2001 |
| Eslovenia                                                                     | Jueves 18 de octubre de 2001       |
| España                                                                        | Viernes 31 de agosto de 2001       |
| Estados Unidos · Canadá                                                       | Viernes 27 de julio de 2001        |
| Estonia                                                                       | Viernes 28 de septiembre de 2001   |
| Filipinas                                                                     | Miércoles 15 de agosto de 2001     |
| Finlandia                                                                     | Viernes 17 de agosto de 2001       |
| Francia                                                                       | Miércoles 22 de agosto de 2001     |

| País                         | Fecha de estreno                 |
| ---------------------------- | -------------------------------- |
| Grecia                       | Viernes 19 de octubre de 2001    |
| Hong Kong                    | Jueves 26 de julio de 2001       |
| Hungría                      | Jueves 20 de septiembre de 2001  |
| India                        | Viernes 28 de septiembre de 2001 |
| Indonesia                    | Miércoles 15 de agosto de 2001   |
| Islandia                     | Viernes 31 de agosto de 2001     |
| Israel                       | Jueves 9 de agosto de 2001       |
| Italia                       | Viernes 14 de septiembre de 2001 |
| Jamaica                      | Miércoles 1 de agosto de 2001    |
| Japón                        | Sábado 28 de julio de 2001       |
| Letonia                      | Viernes 14 de septiembre de 2001 |
| Líbano                       | Jueves 13 de septiembre de 2001  |
| Lituania                     | Viernes 21 de septiembre de 2001 |
| Malasia                      | Jueves 9 de agosto de 2001       |
| México                       | Viernes 3 de agosto de 2001      |
| Noruega                      | Viernes 10 de agosto de 2001     |
| Nueva Zelanda                | Jueves 16 de agosto de 2001      |
| Países Bajos                 | Jueves 23 de agosto de 2001      |
| Paraguay                     | Viernes 3 de agosto de 2001      |
| Perú                         | Jueves 2 de agosto de 2001       |
| Polonia                      | Viernes 26 de octubre de 2001    |
| Portugal                     | Viernes 31 de agosto de 2001     |
| Puerto Rico                  | Jueves 26 de julio de 2001       |
| Reino Unido Irlanda          | Viernes 17 de agosto de 2001     |
| República Checa · Eslovaquia | Jueves 18 de octubre de 2001     |
| República Dominicana         | Jueves 2 de agosto de 2001       |
| Rumania                      | Viernes 26 de octubre de 2001    |
| Rusia                        | Jueves 13 de septiembre de 2001  |
| Singapur                     | Jueves 9 de agosto de 2001       |
| Sudáfrica                    | Viernes 24 de agosto de 2001     |
| Suecia                       | Miércoles 1 de agosto de 2001    |
| Suiza                        | Miércoles 22 de agosto de 2001   |
| Tailandia                    | Viernes 27 de julio de 2001      |
| Taiwán                       | Sábado 4 de agosto de 2001       |
| Turquía                      | Viernes 19 de octubre de 2001    |
| Uruguay                      | Viernes 3 de agosto de 2001      |
| Venezuela                    | Miércoles 1 de agosto de 2001    |

### Análisis crítico
Según el portal de Internet Rotten Tomatoes, el 45% de los espectadores disfrutaron de la cinta; basado en las 155 opiniones recogidas; esto en consenso con el portal, el cual señala que «Esta nueva versión del Planeta de los simios no se puede comparar con el original en las mentes de algunos críticos, pero tiene efectos especiales sorprendentes y puede tener los encantos del cine Cine B» En comparación, Metacritic calculó un puntaje de promedio de 50 puntos de 34 reseñas.  El prominente crítico Roger Ebert elogió el final, pero sentía que la película carecía de una estructura equilibrada en la historia. «La película tiene un gran aspecto. El maquillaje de Rick Baker, es convincente incluso en primeros planos extremos y sus monos brillan con personalidad y presencia. Los sets de grabación y las localizaciones nos dan un sentido de admiración alienígena» comento Ebert. «Tim Burton hizo una película que respeta la cinta original, y es respetable en sí misma, pero no es suficiente. Dentro de diez años, la gente seguirá alquilando la versión de 1968».  Peter Travers de Rolling Stone también dio una crítica agridulce. «Llamaré a esto una decepción, acentuado por la fuerza de guiones de mala calidad. Citando a Heston en ambas películas “Malditos sean, malditos todos ellos”»
Kenneth Turan de Los Angeles Times cree que «los actores que se desempeñan como simios están en su mayoría demasiado enterrados en el maquillaje como para realizar expresiones fuertes». «Desafortunadamente, ninguno de estos buenos trabajos cuentan tanto en la cinta como se esperaría», comentó Turan. «El planeta de los simios demuestra que tomar demasiado en serio el material puede ser tan obstaculizante como no tomarlo en serio».  Elvis Mitchell dio una opinión más favorable, sintiendo que el guion era equilibrado y que la película sirvió a su propósito de «puro entretenimiento». Susan Wloszczyna del USA Today disfrutó con El planeta de los simios, sintiendo que la mayor parte del crédito debe ir al maquillaje protésico de Rick Baker.
Muchas de las críticas hacia la película estaban enfocadas hacia su confuso final. Tim Roth, que interpretó al general Thade, dijo: "No puedo explicar ese final. Lo he visto dos veces y no entiendo nada". Helena Bonham Carter, que interpretó a Ari, dijo: "Pensé que más o menos tenía sentido. No entiendo por qué todos se fueron, ¿Qué?, es una cosa del túnel del tiempo. Él regresa y se da cuenta de que el general Thade estuvo allí". Burton afirmó: "No se ha hecho para que el final tenga sentido, es más bien una situación tensa que se podría usar como gancho en caso de que la Fox u otro cineasta quisiera hacer otra película."
En la 55.ª ceremonia de entrega de los Premios BAFTA, Rick Baker fue nominado por esta cinta en la categoría a Mejor maquillaje y peluquería y Collen Atwood en la categoría a Mejor diseño de vestuario. En la 28ª entrega de los Premios Saturn, recibieron una nominación por esta cinta Rick Baker (por Maquillaje), Collen Atwood (por Vestuario), Tim Roth (Mejor actor de reparto) y Helena Bonham Carter (Mejor actriz de reparto). Adicionalmente el compositor Danny Elfman fue nominado por su trabajo en la 44.ª entrega de los Premios Grammy en la categoría Mejor Compilación de Banda Sonora para una Película, Televisión u Otro Medio Visual.
En la 22ª ceremonia de entrega de los Premios Golden Raspberry, El planeta de los simios ganó el galardón a peor remake al tiempo que Charlton Heston se hacía con el galardón a peor actor de reparto y Estella Warren hacía lo propio en la categoría de peor actriz de reparto.

## Legado
20th Century Fox estableció que si El planeta de los simios era un éxito financiero, encargaría una secuela de la película. A pesar del éxito en taquilla, Fox se retractó y no produjo una secuela. Cuando se le preguntó al director Tim Burton si estaría interesado en trabajar en la continuación de esta cinta, él contestó: «Prefiero saltar de una ventana». Mark Wahlberg y Helena Bonham Carter habrían participado en una secuela si Burton también lo hacía. Paul Giamatti se había interesado en retomar su papel: «Creó que sería bueno tener simios conduciendo coches, fumando puros, usando gafas, sentados en una sala de juntas, cosas así.» El planeta de los simios fue la primera colaboración entre Burton y Richard D. Zanuck.
Fox Interactive produjo una adaptación en videojuego de la cinta con un significativo retraso para Windows y las plataformas PlayStation y Game Boy Advance. La edición para PC fue distribuida por Ubisoft, y la versión para PlayStation fue publicada por Fox Interative; ambas fueron desarrolladas por Visiware Studios.
Este es un videojuego de rompecabezas, acción y aventura en tercera dimensión, donde el protagonista del juego es Ulises;  un astronauta que colisiona en el planeta de los simios. La edición para Windows salió al mercado el 19 de septiembre de 2001 y la versión para PlayStation se publicó el 28 de junio de 2002. La versión para Game Boy Advance fue publicada el 5 de diciembre de 2001 y la edición para Game Boy Color  fue distribuida el 31 de diciembre de 2002; ambas desarrolladas por Torus Studios y distribuidas por Ubisoft. La versión para PlayStation difería un poco de la versión para PC en la calidad de sus gráficas y en que el área de visibilidad se reducía considerablemente. Las ediciones para Game Boy se diferenciaban en que su protagonista se llamaba Ben y el entorno de juego era en dos dimensiones. Todas las versiones de este juego recibieron críticas negativas.